# Cá vây tia Algeri
Barbus callensis là một loài cá vây tia trong họ Cyprinidae. Nó được tìm thấy ở Algérie và Tunisia (và có lẽ Maroc).
Các môi trường sống tự nhiên của chúng là sông, hồ nước ngọt, và các khu vực chứa nước. Nó không được xem là một loài bị đe dọa bởi IUCN.
Việc phân loài loài này là một chủ đề gây tranh cãi. Một số tác gia xem chúng bao gồm trong B. antinorii, B. figuiguensis, B. issenensis, B. ksibi, B. labiosa, B. lepineyi, B. massaensis, B. moulouyensis, B. pallaryi và B. setivimensis trong B. callensis, còn số khác xem chúng là loài riêng biệt.